# 日浦
日浦（ひうら）は、日本の名字、または地名。

## 概要
山間部に日が差し込む所を意味する言葉で、高知県から徳島県にかけての四国山地の山間に地名・姓として見られる。
名字としては「日裏」が使われる場合もある。『中山町誌』によると、「浦」は「ふところ」という意味があり、陽がよく当たる「陽だまり」という意味で付いた言葉である。『天保郷帳』には、北海道の地名として記述されている。

## 地名
- 日浦村 - 広島県安佐郡
- 日浦村 - 徳島県相生町[5]
- 西祖谷山村土日浦 - 徳島県
- 日浦 - 北海道恵山町[4]

## 学校
- 日浦小学校

## 姓
- 日浦市郎 - 棋士
- 日浦孝則 - ミュージシャン
- 日浦勇 - 昆虫学者
- 日浦勉 - 生態学者
- 日浦菜緒 - アイドル